# Monika Dahlhaus
Monika Dahlhaus (voorheen Kornet) (Vlaardingen, 16 februari 1992) is een Nederlandse handbalster die uitkomt in de Franse Nationale 1 (3e divisie) voor Union du Pays d’Aix Bouc.